# RAUZWI – Lebendige Archäologie Mittelweser
RAUZWI – Lebendige Archäologie Mittelweser ist ein Archäologieverein mit Sitz in Nienburg/Weser in Niedersachsen. Ziel des eingetragenen Vereins ist die Erforschung archäologischer Fundstellen im Mittelwesergebiet bei Liebenau und Steyerberg sowie ihre Rekonstruktion.

## Name
Der Begriff RAUZWI im Vereinsnamen beruht auf Runenzeichen, die bei einer Ausgrabung in einem Grab aus dem 5. Jahrhundert auf dem Altsächsischen Gräberfeld Liebenau in den 1970er Jahren gefunden wurden. Die Runeninschrift war eine herausragende Entdeckung, weil Runenfunde in Norddeutschland selten sind. Die Inschrift stellt sich als Ritzung auf einer silbernen Zierscheibe am Beschlag eines Schwertgurts dar und beginnt mit zwei Runen „ra“ sowie weiteren Runen, die als „zwi“ interpretiert werden. Daraus wurde RAUZWI gelesen und als „dem Speer geweiht“ gedeutet. Jedoch bestehen in der Forschung Lese- und Deutungsprobleme, so dass weder die Ritzung noch die angenommene Bedeutung eindeutig geklärt sind.

## Beschreibung

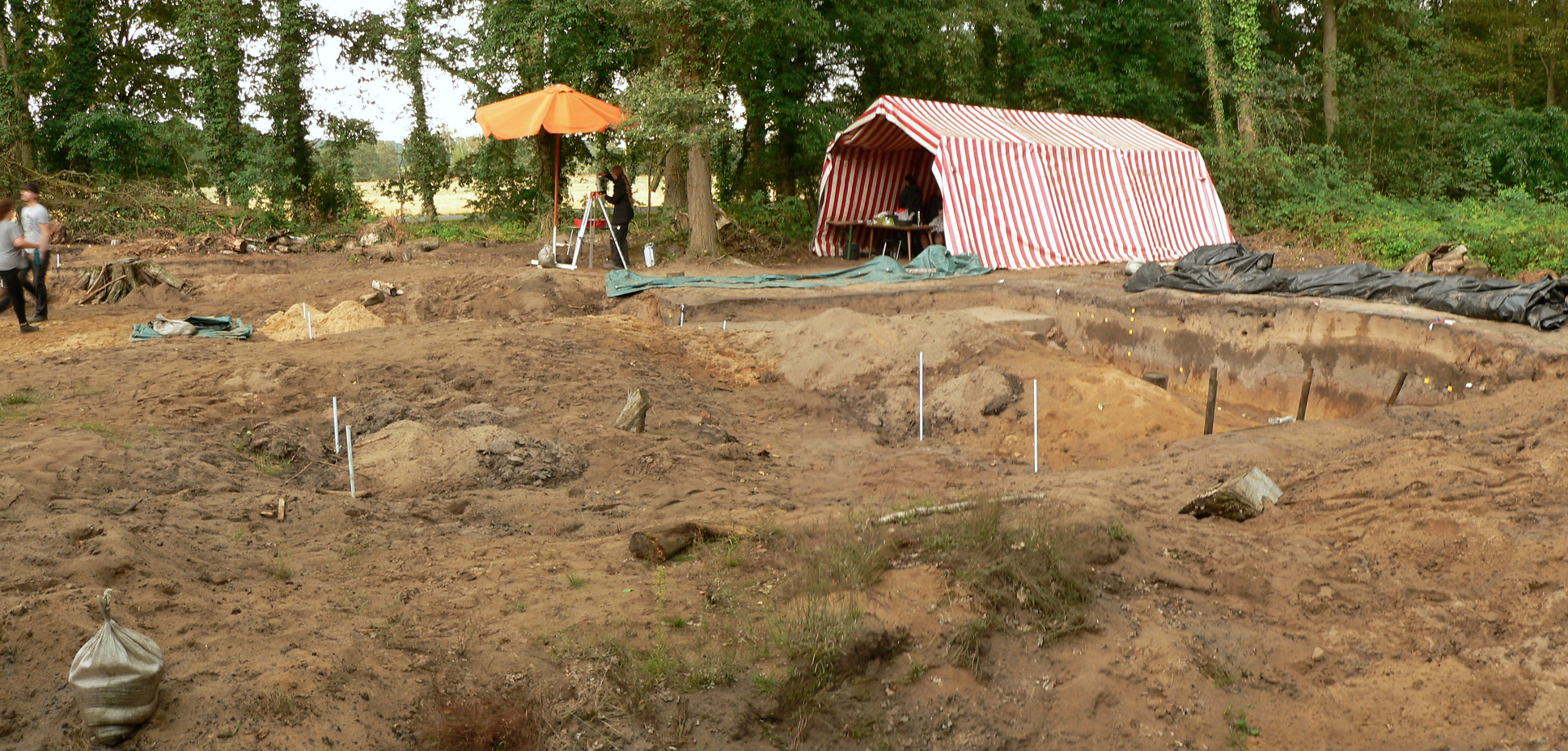
Grabungsareal der Sächsisch-karolingischen Siedlung von Liebenau, die der Verein mit untersucht, 2019

Der Verein wurde 2016 gegründet. An der Gründung waren Grabungshelfer beteiligt, die 2015 an einer Lehrgrabung der Universität Göttingen als Ehrenamtliche im Rahmen des Projektes „ehrenWERT“ der Klosterkammer Hannover teilgenommen hatten. Die Grabung galt der Sächsisch-karolingischen Siedlung von Liebenau. Die Ausgrabung war für den Verein der Anlass, ein mehrjähriges Projekt zur Siedlungsforschung und Landschaftsentwicklung im Umfeld des Altsächsischen Gräberfeldes Liebenau zu initiieren. Das Projekt führt der Verein in Kooperation mit dem Seminar für Ur- und Frühgeschichte der Universität Göttingen unter der wissenschaftlichen Leitung des Archäologen Tobias Scholz und in Zusammenarbeit mit der Kommunalarchäologie der Schaumburger Landschaft durch. Vereinsmitglieder beteiligten sich nach 2015 an den weiteren Grabungen auf dem früheren Siedlungsareal. Sie fanden in den Jahren 2017, 2018 und 2019 statt.
Der Verein betreibt bei Liebenau ein kleines Freilichtmuseum, das sich neben der Fundstelle des Altsächsischen Gräberfeldes Liebenau befindet. Es besteht aus rekonstruierten Bauten aus sächsischer Zeit, zu denen derzeit (2019) ein Grubenhaus, ein Pfostenspeicher und ein Backofen zählen. Die Anlage soll zu einer kompletten Hofanlage ausgebaut werden. Auf dem musealen Areal finden gelegentlich Veranstaltungen mit handwerklichen Tätigkeiten und Vorführungen durch Vereinsmitglieder in frühmittelalterlicher Bekleidung statt, die Einblicke in das damalige Leben geben. Dies erfolgt auch am Tag des offenen Denkmals.
Gelegentlich führt der Verein in der Mittelweser-Region sogenannte Altsachsenlager durch, bei denen altes Handwerk und historische Funde aus der Zeit der Sachsen der Öffentlichkeit vorgeführt werden.

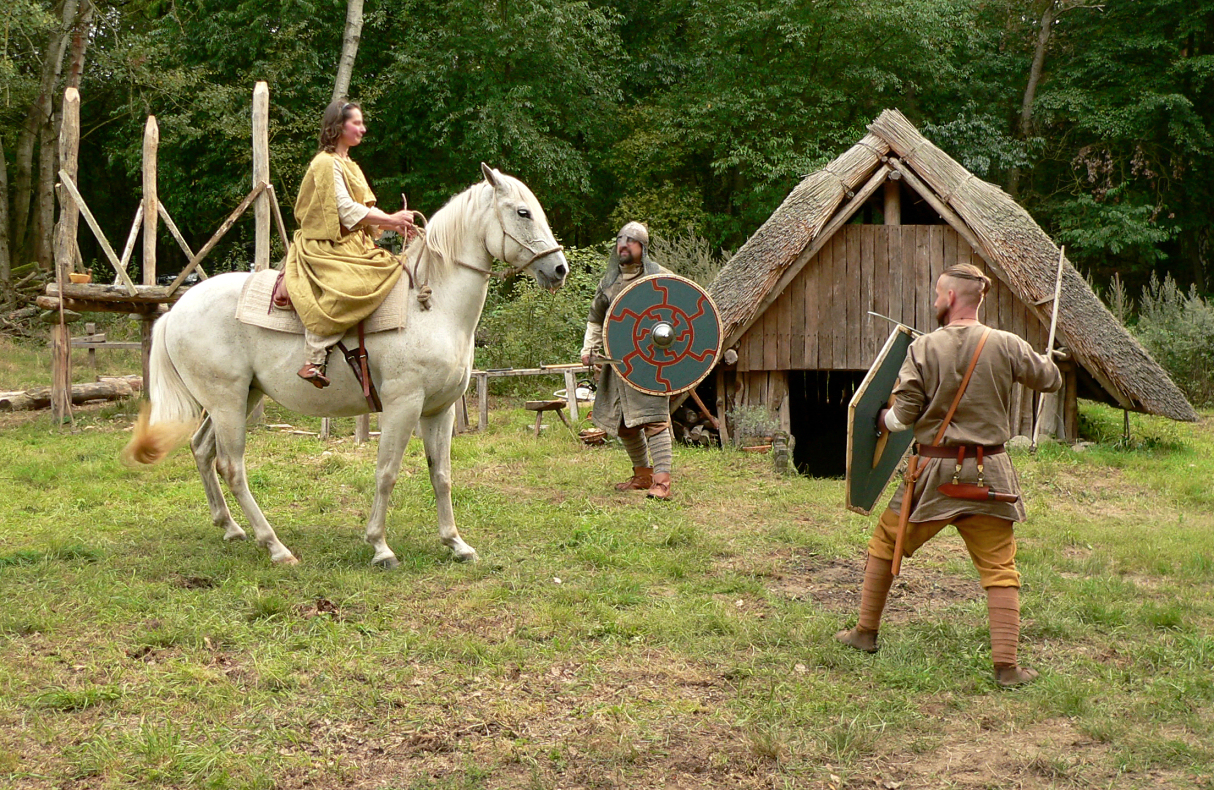
Reitvorführung am Tag des offenen Denkmals 2019
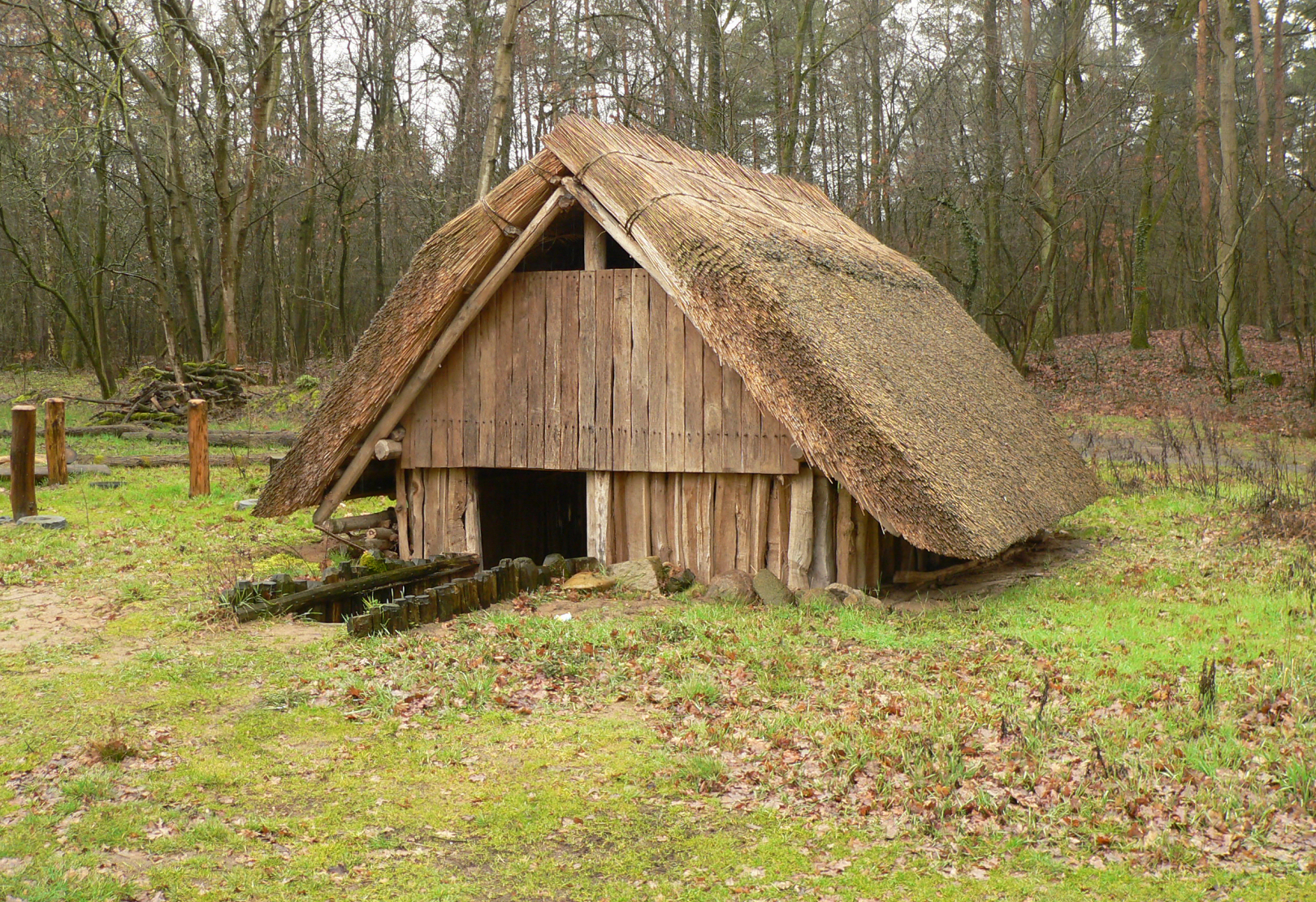
Rekonstruiertes Grubenhaus im Freilichtmuseum des Vereins
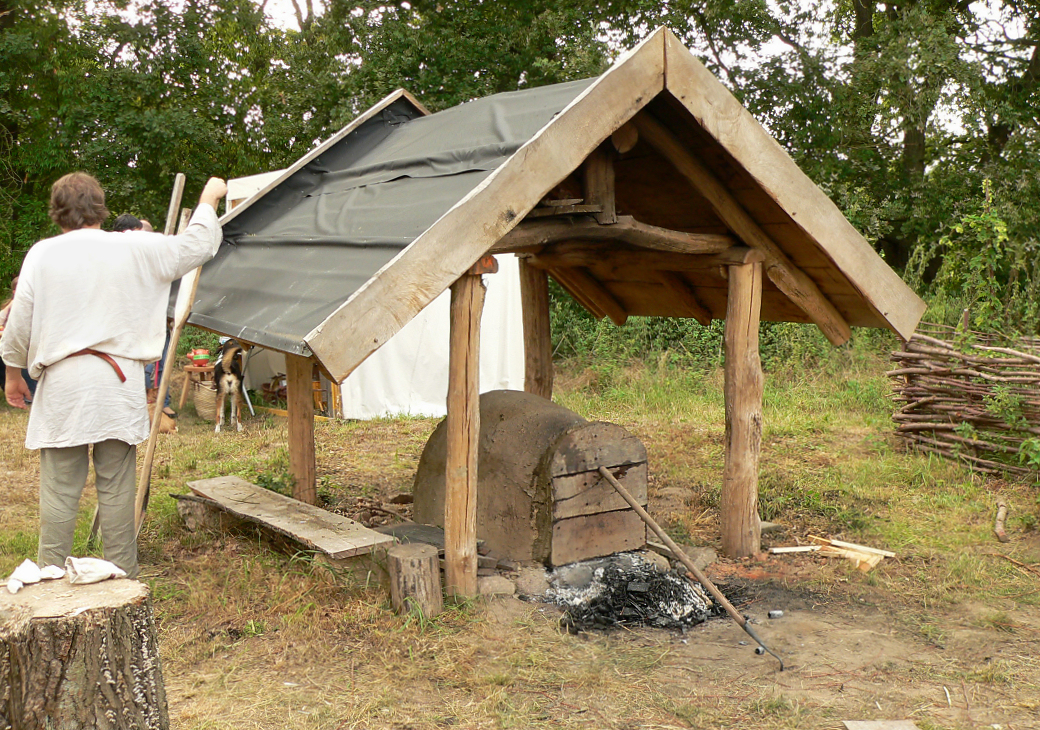
Backofen im Freilichtmuseum des Vereins
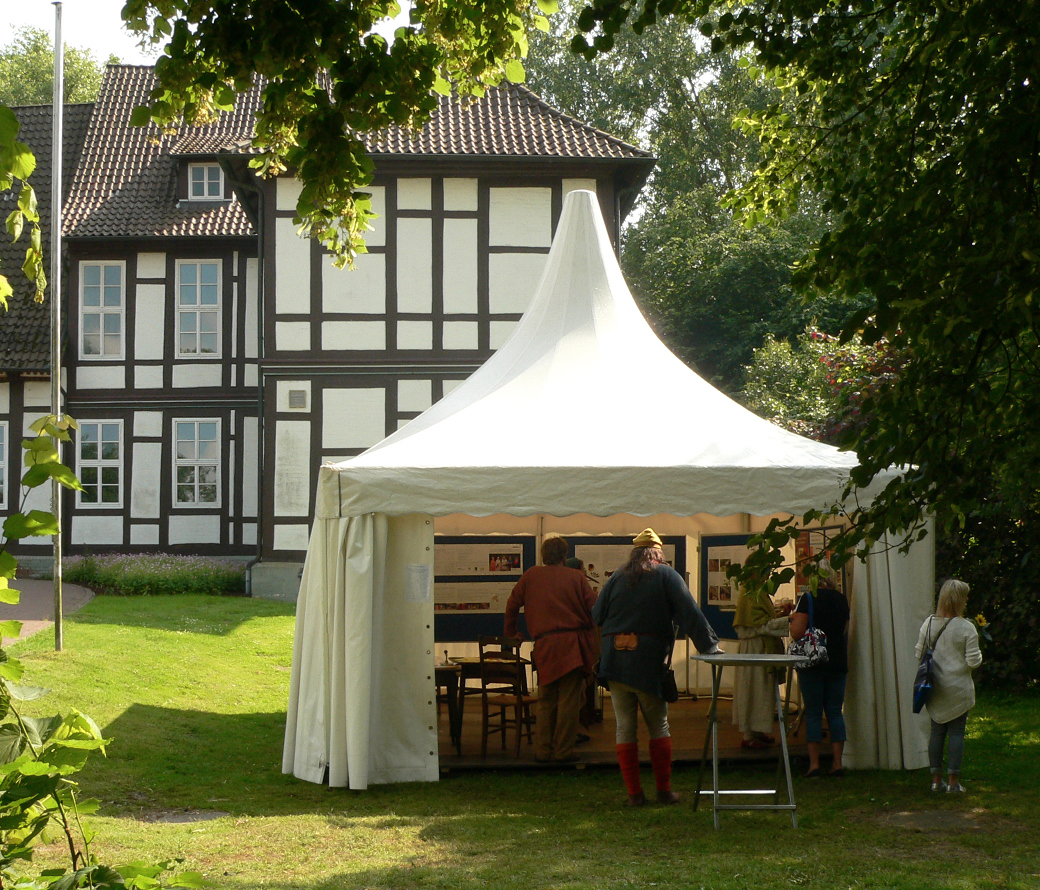
Informationszelt des Vereins beim Altsachsenlager in Steyerberg, 2016